# Boraria deturkiana
Boraria deturkiana är en mångfotingart som först beskrevs av Ottis Robert Causey 1942.  Boraria deturkiana ingår i släktet Boraria och familjen Xystodesmidae. Inga underarter finns listade i Catalogue of Life.